# Lafat
Lafat là một xã thuộc tỉnh Creuse trong vùng Nouvelle-Aquitaine miền trung nước Pháp. Xã này nằm ở khu vực có độ cao trung bình 330 mét trên mực nước biển.

## Địa lý
Thị trấn có cự ly khoảng 18 dặm (29 km) về phía tây bắc Guéret tại giao lộ các tuyến đường D49 và tuyến đường D69. Các sông Sédelle và Brézentine, nhánh của sông Creuse, chảy qua thị trấn.

## Dân số
| 1962                                                        | 1968 | 1975 | 1982 | 1990 | 1999 | 2005 |
| ----------------------------------------------------------- | ---- | ---- | ---- | ---- | ---- | ---- |
| 583                                                         | 643  | 601  | 546  | 458  | 384  | 395  |
| Số liệu điều tra dân số từ năm 1962 Dân số chỉ tính một lần |      |      |      |      |      |      |

## Địa điểm nổi bật
- Nhà thờ, thế kỷ 15
- Nhà thờ thế kỷ 13.